# 茸 (狂言)
茸（くさびら）は狂言の演目。
大蔵流では『菌』、和泉流では『茸』と表記する。細かい部分は流派などで違いが見られるが、基本的な筋立ては変わらない。また、山伏が登場する際の台詞は能の演目『葵上』の台詞と同じで（『葵上』の山伏はその法力で調伏を成功させる）、一種のパロディーになっているという。

## 登場人物
- シテ：山伏
- アド：何某
- 立衆：茸
- 小アド：鬼茸

## あらすじ
人間ほどの大きな茸が屋敷中に生えて、何度抜いても元に戻ってしまうことに困り果てた何某が山伏に茸退治の祈祷を頼むが、やって来た山伏が呪文を唱えるほどに茸はその数を増して動き回り、ついに二人は茸に追われて逃げ出す羽目に…。